# Kortnäbbad piplärka
Kortnäbbad piplärka (Anthus furcatus) är en fågel i familjen Ärlor inom ordningen tättingar.

## Utseende och läte
Kortnäbbad piplärka är en liten och ljus tätting. Ovansidan är gulbrun, undersidan mestadels vit, med bruna längsgående streck ner till flankerna. Arten är ljusare med mer streckning på bröstet än den mer varmgula stråpiplärkan, men mer subtilt tecknad än liknande correnderapiplärkan.

## Utbredning och systematik
Kortnäbbad piplärka förekommer i sydligaste Brasilien till Paraguay, Uruguay och norra Argentina. Punapiplärkan (A. brevirostris) inkluderades tidigare i kortnäbbad piplärka. Den urskiljs dock allt oftare som egen art.

## Levnadssätt
Kortnäbbad piplärka hittas i gräsmarker. Hanen utför en spelflykt med utdragen sång och eleganta stigningar högt upp i skyn.

## Status
Arten har ett stort utbredningsområde och beståndet anses vara stabilt. Internationella naturvårdsunionen IUCN listar den därför som livskraftig (LC).

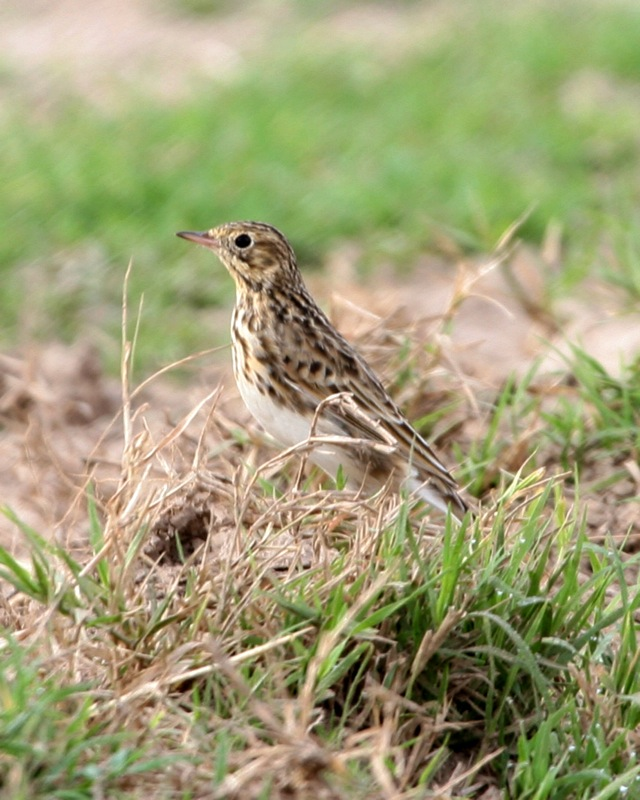